# Neuberg (Muldenhammer)
Neuberg war ein südwestlich von Gottesberg gelegenes Waldhaus, das zu den Auerbacher kleinen Waldorten gehörte. Neuberg lag nahe dem Neuberger Floßteich nördlich von Mühlleithen unweit der Schneckensteiner Gruben. Ein Ortsverzeichnis von 1839 berichtet von 9 Einwohnern und einem in der Nähe gelegenen weiteren Haus. 1819 bis 1823 sollen in Neuberg 24 Kinder geboren worden sein.

## Belege
1. ↑  Handbuch der Geographie, Statistik und Topographie des Königreiches Sachsen von Albert Schiffner [usw. usf.]. Erste Lieferung, den Zwickauer Kreisdirectionsbezirk enthaltend. Leipzig, bei Friedrich Fleischer – 1839 S. 421 u. v. a. S. 437